# John Karl Hillers

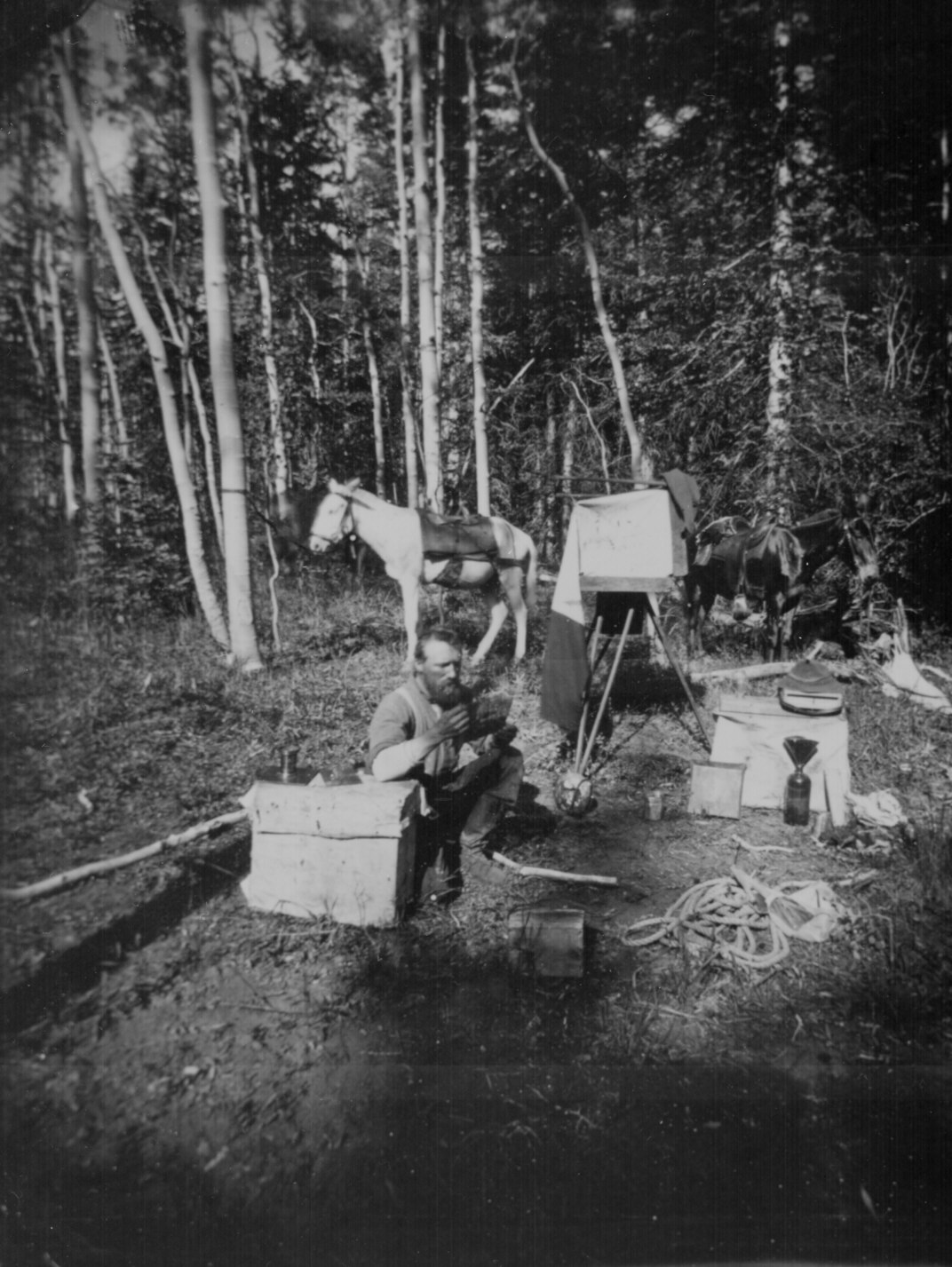
John Karl Hillers při práci se svými negativy, kemp Aquarius Plateau, Utah, asi 1872

John Karl Hillers (1843, Hanover, Německo – 1925) byl fotograf americké vlády.

## Život a dílo
Hillers přišel do Spojených států v roce 1852. Během americké občanské války pracoval jako policista a voják v newyorské námořní brigádě, pak v armádě, byl znovu zařazen do války a sloužil na západní frontě až do roku 1870. Pracoval jako řidič nákladního automobilu v Salt Lake City, kde se setkal s Johnem Wesley Powellem.
Časem Hillers se zúčastnil expedice po řece Colorado, nahradil krajinářského fotografa Walter Clement Powella a v roce 1871 pak také Jamese Fennemora.
O rok později se stal šéffotografem Powellových expedic po Grand Canyonu. Dalších dvacet let strávil zkoumáním a fotografování amerického západu. Nejznámější jsou především jeho snímky portrétů domorodých Američanů.
Stal se prvním zaměstnaným fotografem Powellova Etnologického úřadu (od roku 1879) a po návratu do Powellovy expedice US Geological Survey v roce 1881 pokračoval ve funkci ve výboru americké etnologie až do svého odstupu v roce 1900.
Byl fotografem první expedice Jamese Stevensona na jihozápad, který přivedl Franka H. Cushinga do Zuni Puebla v Novém Mexiku.
Je autorem 3 000 negativů z Powellových expedic a 20 000 negativů vzniklých spoluprací s Etnologickým úřadem. Velké množství jich je pořízeno ve stereoformátu.

## Galerie

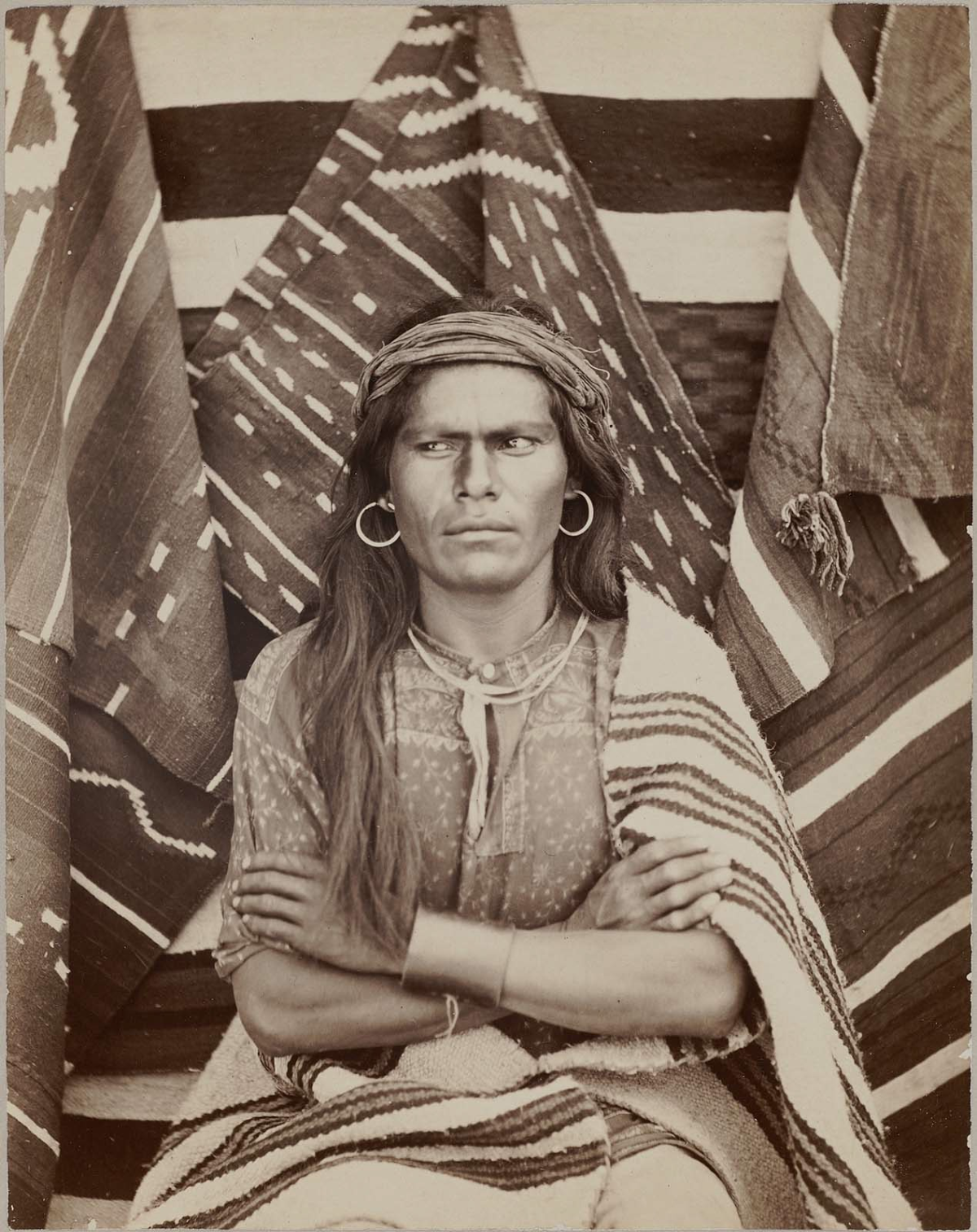
Navajo, 1879
Dívka Navajo
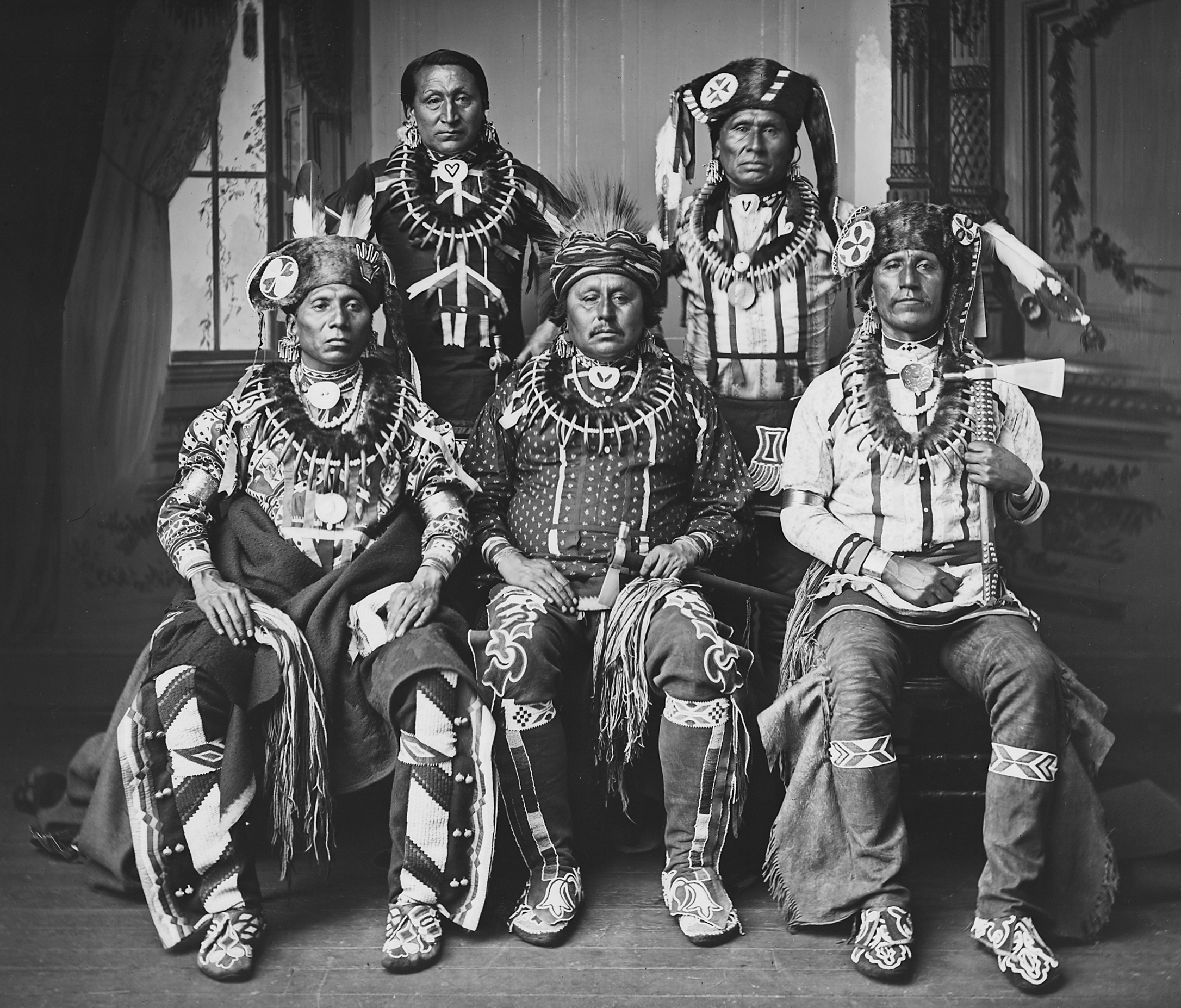
Delegace Oto
Školáci Zuni
Ma-kun-to-wip Valley, Utah (Zion National Park, 1871 – 1878
On Boulder Creek, Aquarius, Plateau, Garfield County, Utah.
Old Time rocks. Tantalus Creek, Aquarius Plateau, Wayne County, Utah
Reflected tower, Rio Virgin, Utah. "Angels Landing" per R. T. Evans